# Daniel Hajnóczy
Daniel Hajnóczy (původně Hajný) (10. dubna 1690, Považská Bystrica – 26. února 1747, Šoproň) byl uherský pedagog, luterský náboženský spisovatel a bibliograf.
Studoval na univerzitách v Jeně a ve Vitenberku. 0d podzimu 1718 působil jako učitel na šoproňském gymnáziu, kde se stal roku 1741 rektorem. Byl vynikajícím řečníkem (byl nazván „Uherský Cicero“); je autorem teologických spisů, pohřebních kázání a gratulačních básní.